# Pysariwka (obwód odeski)
Pysariwka (ukr. Писарівка, pol. hist. Pisarzówka) – wieś na Ukrainie, w obwodzie odeskim, w rejonie podolskim.